# Capra Pygora

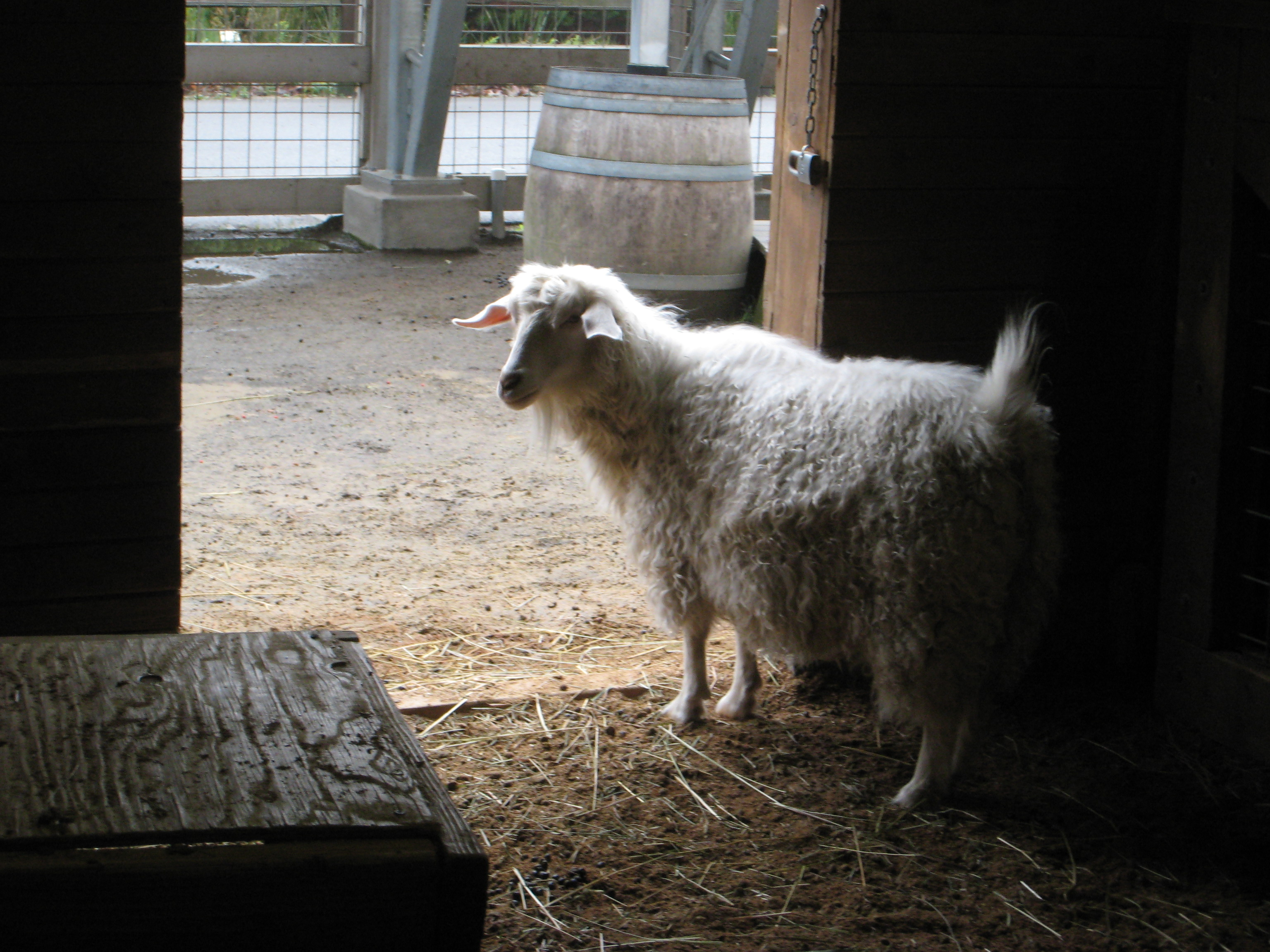
Un esemplare di capra Pygora allo zoo dell'Oregon

La pygora è una capra derivante dall'incrocio di una capra pigmea con una capra d'Angora, che, pur avendo la piccola stazza della capra pigmea, produce tre tipi diversi di lana.
La prima a caldeggiare la nascita di questi animali fu Katharine Jorgensen di Oregon City (Oregon); nel 1987 venne creata un'associazione dagli allevatori di queste capre.
Le capre di questa razza vivono circa 12-14 anni e sono comunemente usate come animali domestici, ma anche da mostra, da allevamento e da lana. Le pygora possono anche essere munte, con una resa di circa un litro di latte al giorno.
Le capre pygora producono tre tipi differenti di lana: quelle di tipo C producono lana simile al cashmere, quelle di tipo A producono lana simile al mohair, quelle di tipo B producono una lana intermedia fra la A e la C.
Oltre che per la lana, queste pecore vengono utilizzate come animali da compagnia, data la stazza ridotta: possono anche essere munte, dando circa 1 l di latte al giorno.